# Б-507
Б-507 — советская и российская подводная лодка проекта 671РТМ «Щука».

## История
2 февраля 1977 года была официально зачислена в списки кораблей ВМФ СССР. 2 ноября того же года состоялась закладка корабля на судостроительном заводе имени Ленинского Комсомола в Комсомольске-на-Амуре под заводским номером 282.
1 октября 1978 года была спущена на воду, 30 ноября 1979 года официально вошла в строй.
12 января 1980 года вошла в состав 45-й дивизии 2-й флотилии подводных лодок Тихоокеанского флота.
25 мая 1987 года вошла в состав 10-й дивизии 2-й флотилии подводных лодок Тихоокеанского флота
28 апреля 1992 года была переклассифицирована в атомную большую подводную лодку и переименована в Б-507.
30 мая 1998 года была выведена из состава ВМФ и поставлена на отстой. Утилизирована в 2010 году.

## Вооружение
На вооружении корабля находился торпедно-ракетный комплекс, включающий четыре 533-мм и два 650-мм торпедных аппарата, боекомплект которых включал торпеды 53-65К или СЭТ-65, подводные ракеты М-5 и ракето-торпеды 81Р, и 6 сверхмощных дальноходных торпед 65-76 калибром 650 мм. Также корабль вместо торпед мог нести до 36 мин типа «Голец».

## Командиры
- капитан 1-го ранга Поздняков А. А.
- капитан 1-го ранга Котельников П. В.
- капитан 1-го ранга Варлыга В. В.
- капитан 1-го ранга Махомето С. Е.
- капитан 1-го ранга Перепечко М. В.
- капитан 1-го ранга Непомнящих В. В.